# Alexandru Covalenco
Alexandru Covalenco (în rusă Александр Коваленко, n. 25 martie 1978, Tiraspol) este un fotbalist din Transnistria, Republica Moldova, care evoluează la clubul Dinamo-Auto Tiraspol.
În februarie 2002 el s-a transferat de la Tiligul Tiraspol la Dinamo Moscova, după care a petrecut mai mult timp în camionatul Rusiei, Belarusului și cel al Ucrainei.
Între anii 2000–2005 Alexandru Covalenco a jucat 35 de meciuri la echipa națională de fotbal a Republicii Moldova.

## Legături externe
- Alexandru Covalenco pe site-ul National-Football-Teams.com
- Alexandru Covalenco pe site-ul FIFA (arhivat)